# Bulbophyllum geniculiferum
Bulbophyllum geniculiferum là một loài phong lan thuộc chi Bulbophyllum.